# Dodge Monaco (1974–1976)
Der Dodge Monaco ist ein Full-Size-Automobil des US-amerikanischen Chrysler-Konzerns, das in den Modelljahren 1974 bis 1976 unter der Marke Dodge verkauft wurde. Diese Baureihe ist nach verbreiteter Zählung die vierte von insgesamt sechs Generationen der Dodge-Monaco-Familie. Innerhalb dieser Generation kam es nahezu jährlich zu Verschiebungen der Bezeichnungen von Modellen und Varianten, sodass die Baureihe insgesamt unübersichtlich strukturiert ist. Die vierte Monaco-Generation gilt als typisches Beispiel der Malaise Era. Sie verkaufte sich ebenso wie seine Schwestermodelle bei Chrysler und Plymouth nur schlecht. 1977 setzte Dodge den Verkauf des Autos unter der Bezeichnung Royal Monaco fort. 

## Entstehungsgeschichte
Die Chrysler-Marke Dodge war seit 1965 im Full-Size-Segment mit dem Tandem Dodge Polara und Monaco vertreten. Der Polara war die preisgünstigere, der Monaco die höherwertige und teurere Version. Zum Modelljahr 1974 ersetzte der Chrysler-Konzern bei allen Marken seine Full-Size-Modelle durch neu konstruierte Fahrzeuge. Technische Basis war wie bei den beiden vorangegangenen Generationen erneut Chryslers C-Plattform; das Karosseriedesign war aber komplett neu. Anlässlich dieser Umstellung kam es bei Dodge zu einer Verschlankung der Modellpalette: Das langjährige Nebeneinander von Polara und Monaco wurde aufgegeben; die neue Full-Size-Generation erschien nur noch als Monaco.
Zum Modelljahr 1977 führte Dodge ein Badge Shifting (Wechsel der Bezeichnungen) durch. Um für das konservative, veraltete Mittelklasse-Modell Coronet, dessen Technik auf die 1960er-Jahre zurückging, einen Imageschub herbeizuführen, übertrug Dodge die Modellbezeichnung Monaco, die bis dahin für Full-Size-Modelle gestanden hatte, auf den Intermediate Coronet, der daraufhin zwei Jahre lang als Monaco verkauft wurde. Der bisherige Full-Size-Monaco erhielt im Zuge dieses Prozesses die Modellbezeichnung Royal Monaco, die bis dahin für eine bestimmte Ausstattungsvariante des großen Autos gestanden hatte.
Die Produktion dieser Monaco- bzw. Royal-Monaco-Generation fiel in eine Zeit gravierender wirtschaftlicher Probleme des Chrysler-Konzerns. Die schweren, unökonomischen Autos gehörten zu den größten Pkw ihrer Zeit und werden in der Literatur rückwirkend als die „brontosaurusartig“ bezeichnet. Sie kamen unmittelbar vor Beginn der ersten Ölpreiskrise auf den Markt und verkauften sich angesichts zunehmend höherer Treibstoffpreise nur schlecht.
Dodge beendete die Produktion dieser Full-Size-Generation ebenso wie die Schwestermarke Plymouth mit Ablauf des Modelljahrs 1977. Die beiden Parallelmodelle bei der Kernmarke Chrysler blieben noch ein Jahr länger im Programm. Ein neues Full-Size-Modell bei Dodge erschien erst 1979 unter der Bezeichnung St. Regis.

## Schwestermodelle
Schwestermodelle des Monaco und Royal Monaco sind
- bei der Kernmarke Chrysler der Newport und der New Yorker (jeweils 1974 bis 1978)
- bei Imperial der LeBaron (1974 bis 1975) und
- bei Plymouth der Fury (1974) bzw. Gran Fury (1975 bis 1977).

## Modellbeschreibung

### Karosserie

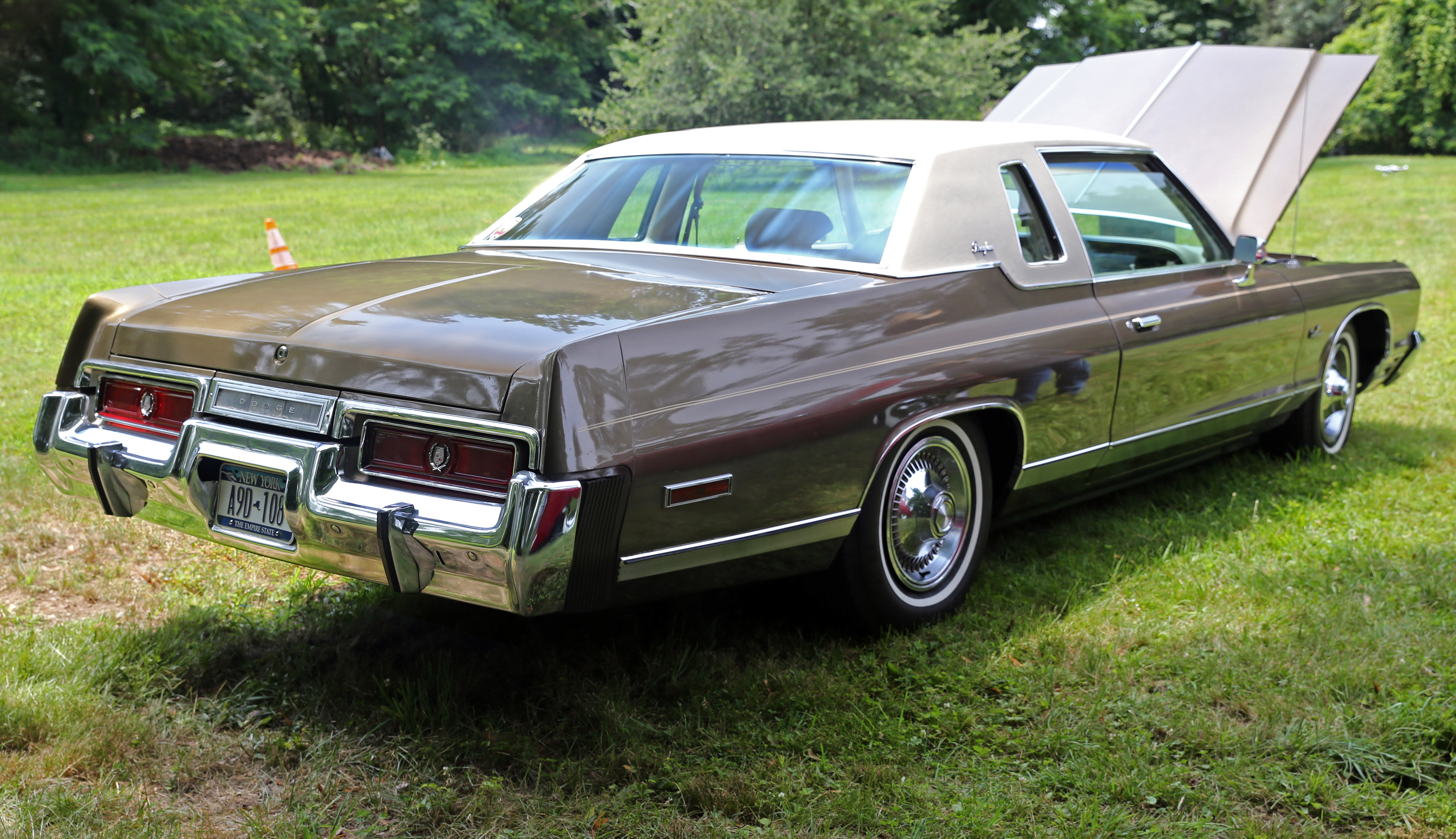
Monaco Brougham Pillared Hardtop Coupé (1974)

Dodge Monaco und Royal Monaco haben eine selbsttragende Karosserie („Unibody“) aus Stahlblech. Er wurde mit unterschiedlichen Aufbauten angeboten. Zum Programm gehörten:
- ein zweitüriges Stufenheckcoupé mit durchgehender B-Säule, das als Pillared Hardtop vermarktet wurde (1974 bis 1977)
- ein zweitüriges Hardtop Coupé ohne durchgehende B-Säule (1974 bis 1976)
- eine viertürige Stufenhecklimousine mit durchgehender B-Säule (1974 bis 1977)
- ein viertüriger Hardtop Sedan ohne durchgehende B-Säule (1974 und 1975)
- ein fünftüriger Kombi mit durchgehender B-Säule (1974 bis 1977).

Die Karosserieteile des Monaco entsprachen weitestgehend denen des Plymouth Fury bzw. Gran Fury.
Bei der Gestaltung der Frontmaske gab es unterschiedliche Ausführungen. Alle Monacos des 1974er Jahrgangs haben – ebenso wie der Plymouth Fury dieses Modelljahrs – runde Doppelscheinwerfer, die in eine verchromte Maske eingebettet sind. Die vorderen Blinkleuchten befinden sich unterhalb der Scheinwerfer in den Stoßfängern. Die einfachen Monaco-Versionen behielten dieses Design bis 1976. Für die höherwertigen Versionen führte Dodge 1976 verdeckte Scheinwerfer ein, die im ausgeschalteten Zustand hinter einer in Wagenfarbe lackierten Klappe verborgen waren. Bei diesen Versionen wurden die Blinkleuchten in die Kotflügelecken oberhalb der Stoßstange verlegt. 1977 war ausschließlich diese Gestaltung erhältlich.

### Fahrwerk
Die selbsttragende Karosserie des Dodge Monaco hat vorn einen Hilfsrahmen. Die vorderen Räder sind einzeln aufgehängt. Vorn sind Drehstabfedern eingebaut, hinten hat das Auto eine Starrachse mit Blattfedern. Die Bremsanlage besteht vorn aus Scheiben-, hinten Trommelbremsen. Hintere Scheibenbremsen gab es nur beim besonders teuren Imperial LeBaron.
Der Radstand variierte in Abhängigkeit von der Karosserieversion. Der Radstand der Limousinen und Coupés beträgt (ebenso wie beim Schwestermodell Plymouth Fury bzw. Gran Fury) 3090 mm; damit ist er 60 mm kürzer als der der zeitgenössischen Limousinen und Coupés von Chrysler und Imperial, die ebenfalls auf der C-Plattform basieren. Lediglich der Kombi der Monaco- bzw. Royal-Monaco-Reihe hat den langen Radstand von Newport, New Yorker und Imperial.

### Motorisierung und Kraftübertragung
Die Monaco und Royal Monaco werden ausschließlich von Achtzylinder-V-Motoren angetrieben. Die Motorenpalette war vielfältiger als die der Schwestermodelle bei Chrysler und Plymouth.

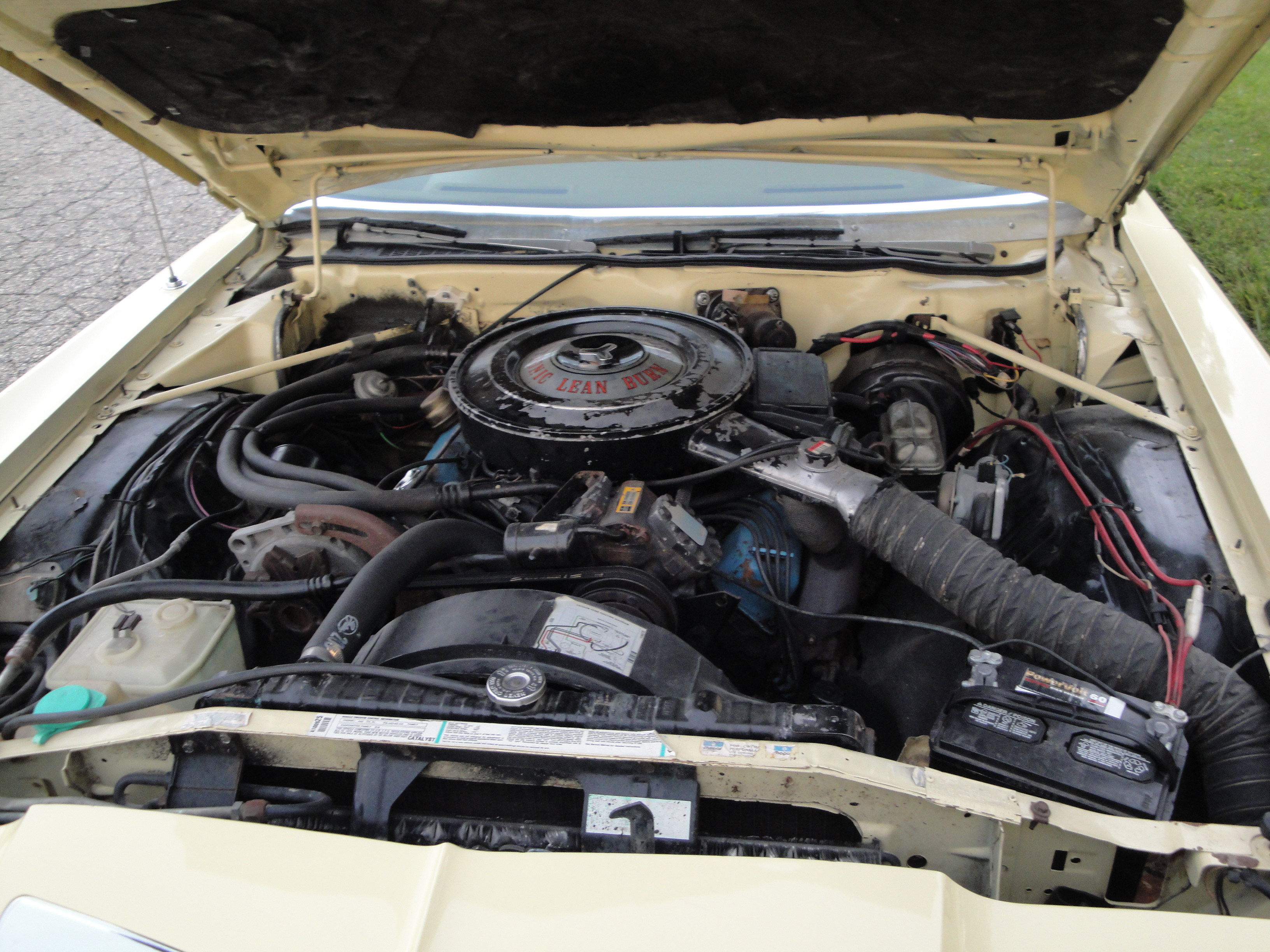
6,6-Liter-Lean-Burn-Motor der B-Serie

Standardmotorisierung der Dodge Coupés und Limousinen war von 1974 bis 1976 eine 5898 cm³ (360 cui) große Variante des Small-Block-Motors aus Chryslers LA-Reihe; im Modelljahr 1977 erhielten die Coupés und Limousinen dagegen serienmäßig eine kleinere LA-Version mit 5210 cm³ (318 cui). Die größeren und schweren Kombis wurden in allen Modelljahren serienmäßig mit einer 6551 cm³ (400 cui) großen Variante des Big-Block-Motors aus der B-Serie ausgestattet. Daneben gab es gegen Aufpreis zahlreiche andere Ausführungen als Sonderausstattungen; dazu gehörten auch verschiedene Ausführungen des 7206 cm³ (440 cui) großen Big-Block-Motor aus der RB-Serie. Die Leistungsdaten der Motoren variieren in den einzelnen Modelljahren in Abhängigkeit von strenger werdenden Emissionsschutz- und Verbrauchsbestimmungen.
Der Chrysler-Konzern hatte ab 1976 eine Reihe von Magermotoren (Lean Burn Engines) mit computergesteuerter Zündung im Programm. Die Lean Burn Engines waren ein Versuch, den Treibstoffverbrauch der Motoren zu senken und damit den Anforderungen an den Flottenverbrauch gerecht zu werden. Das System erschien zunächst beim 6,6 Liter (400 cui) großen Achtzylinder-V-Motor und wurde ab 1977 bei allen Achtzylindermotoren eingesetzt. Im Vergleich zu herkömmlichen Motoren senkte das Lean-Burn-System den Treibstoffverbrauch spürbar; allerdings war es sehr defektanfällig. Ein wesentlicher Grund dafür war der unzureichende Hitzeschutz für den Rechner, der im unmittelbaren Motorumfeld untergebracht war. Viele Käufer entfernten die Steuerung nach kurzer Zeit.
Die Motoren sind vorn längs eingebaut. Sie treiben die Hinterräder an. Als Kraftübertragung kam bei allen Motorisierungen ausschließlich ein automatisches Dreiganggetriebe (Typ TorqueFlite) zum Einsatz.
| Dodge Monaco Dodge Royal Monaco Übersicht über die Motorisierungen |                       |                       |                       |                       |                       |                       |                       |                       |                       |                       |                       |                       |                       |                       |                       |                       |                       |                       |
| Bauart                                                             | Ottomotor V8-Zylinder | Ottomotor V8-Zylinder | Ottomotor V8-Zylinder | Ottomotor V8-Zylinder | Ottomotor V8-Zylinder | Ottomotor V8-Zylinder | Ottomotor V8-Zylinder | Ottomotor V8-Zylinder | Ottomotor V8-Zylinder | Ottomotor V8-Zylinder | Ottomotor V8-Zylinder | Ottomotor V8-Zylinder | Ottomotor V8-Zylinder | Ottomotor V8-Zylinder | Ottomotor V8-Zylinder | Ottomotor V8-Zylinder | Ottomotor V8-Zylinder | Ottomotor V8-Zylinder |
| Hubraum                                                            | 5210 cm³ 318 cui      | 5898 cm³ (360 cui)    | 5898 cm³ (360 cui)    | 5898 cm³ (360 cui)    | 5898 cm³ (360 cui)    | 5898 cm³ (360 cui)    | 6551 cm³ (400 cui)    | 6551 cm³ (400 cui)    | 6551 cm³ (400 cui)    | 6551 cm³ (400 cui)    | 6551 cm³ (400 cui)    | 6551 cm³ (400 cui)    | 7206 cm³ (440 cui)    | 7206 cm³ (440 cui)    | 7206 cm³ (440 cui)    | 7206 cm³ (440 cui)    | 7206 cm³ (440 cui)    |                       |
| Leistung (KW)                                                      | 108                   | 112                   | 115                   | 126                   | 134                   | 141                   | 149                   | 130                   | 138                   | 145                   | 153                   | 156                   | 179                   | 145                   | 158                   | 160                   | 164                   | 186                   |
| Leistung (PS)                                                      | 147                   | 152                   | 157                   | 172                   | 182                   | 192                   | 203                   | 177                   | 188                   | 197                   | 208                   | 213                   | 243                   | 197                   | 208                   | 218                   | 223                   | 253                   |
| 1974                                                               | –                     | –                     | –                     | –                     | Serie                 | –                     | Option                | –                     | Serie (Kombi)         | –                     | Option                | –                     | Option                | –                     | –                     | –                     | Option                | Option                |
| 1975                                                               | –                     | Option                | –                     | –                     | Serie                 | Option                | –                     | Option                | –                     | Option                | –                     | –                     | –                     | Option                | –                     | Option                | –                     | –                     |
| 1976                                                               | –                     | Serie (Basis)         | –                     | Serie (Royal)         | –                     | –                     | –                     | Serie (Kombi)         | Option                | –                     | –                     | Option                | –                     | –                     | Option                | –                     | –                     | –                     |

## Die einzelnen Modelljahre

### 1974

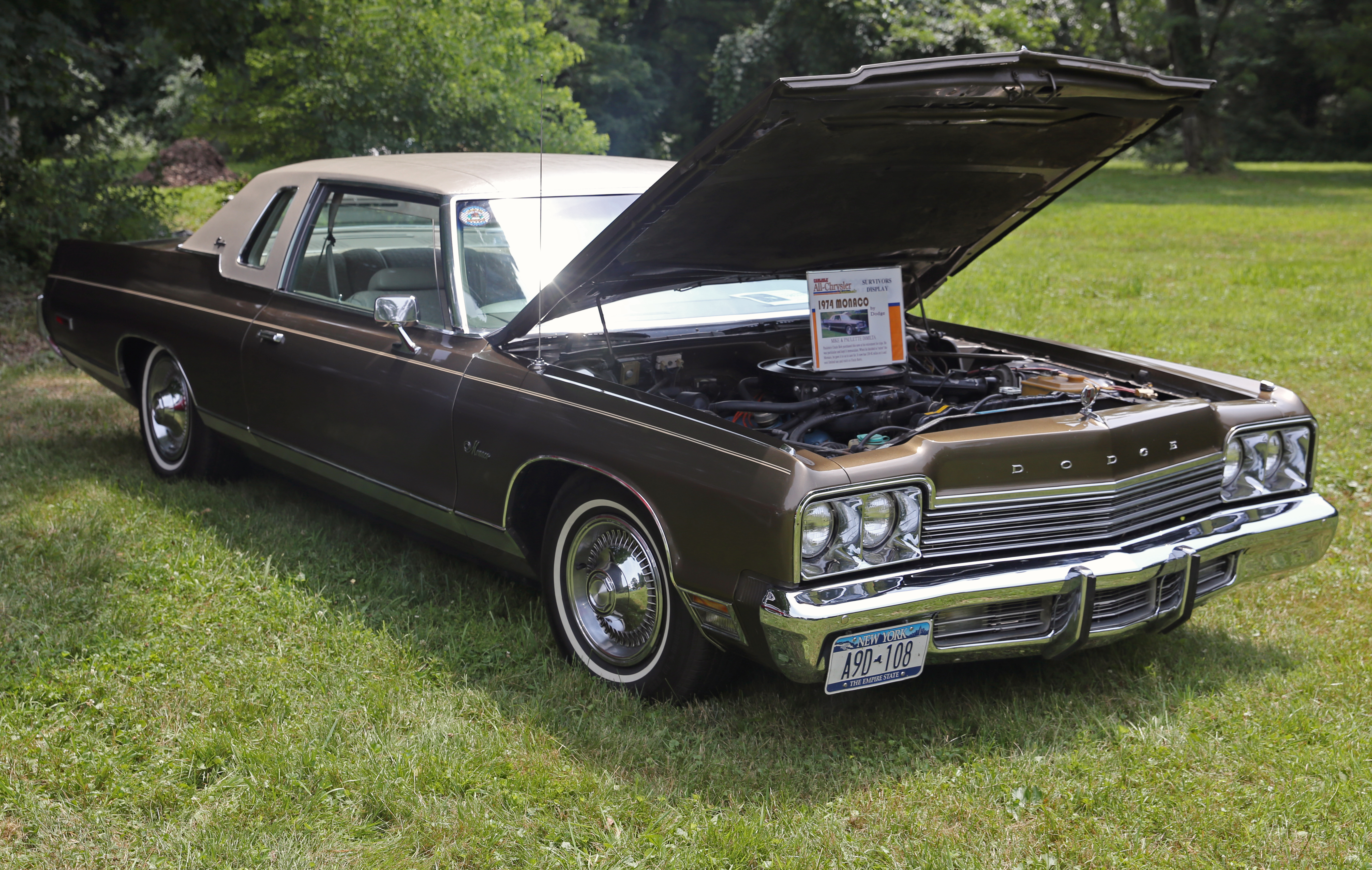
Dodge Monaco Brougham Pillared Hardtop Coupé (1974)

Im Debütjahr wurde die Baureihe in drei Ausstattungsvarianten angeboten: als Basisversion Monaco (ohne Zusatzbezeichnung), als mittlere Version Monaco Custom und als Spitzenversion Monaco Brougham. Der Basis-Monaco und der Monaco Custom nahmen faktisch die Marktposition des bisherigen Polara ein. Der Listenpreis für eine viertürige Limousine der einfachen Ausstattungsreihe lag bei 4.283 US-$, ein viertüriger Brougham Hardtop Sedan kostete 4.999 US-$.
Die Absatz der neuen Monaco-Generation blieb weit hinter den Erwartungen zurück. Hatte Dodge 1973, Monacos und Polaras zusammengenommen, noch mehr als 137.000 Full-Size-Modelle hergestellt, entstanden 1974 nur noch etwas mehr als 66.000 Autos.

### 1975

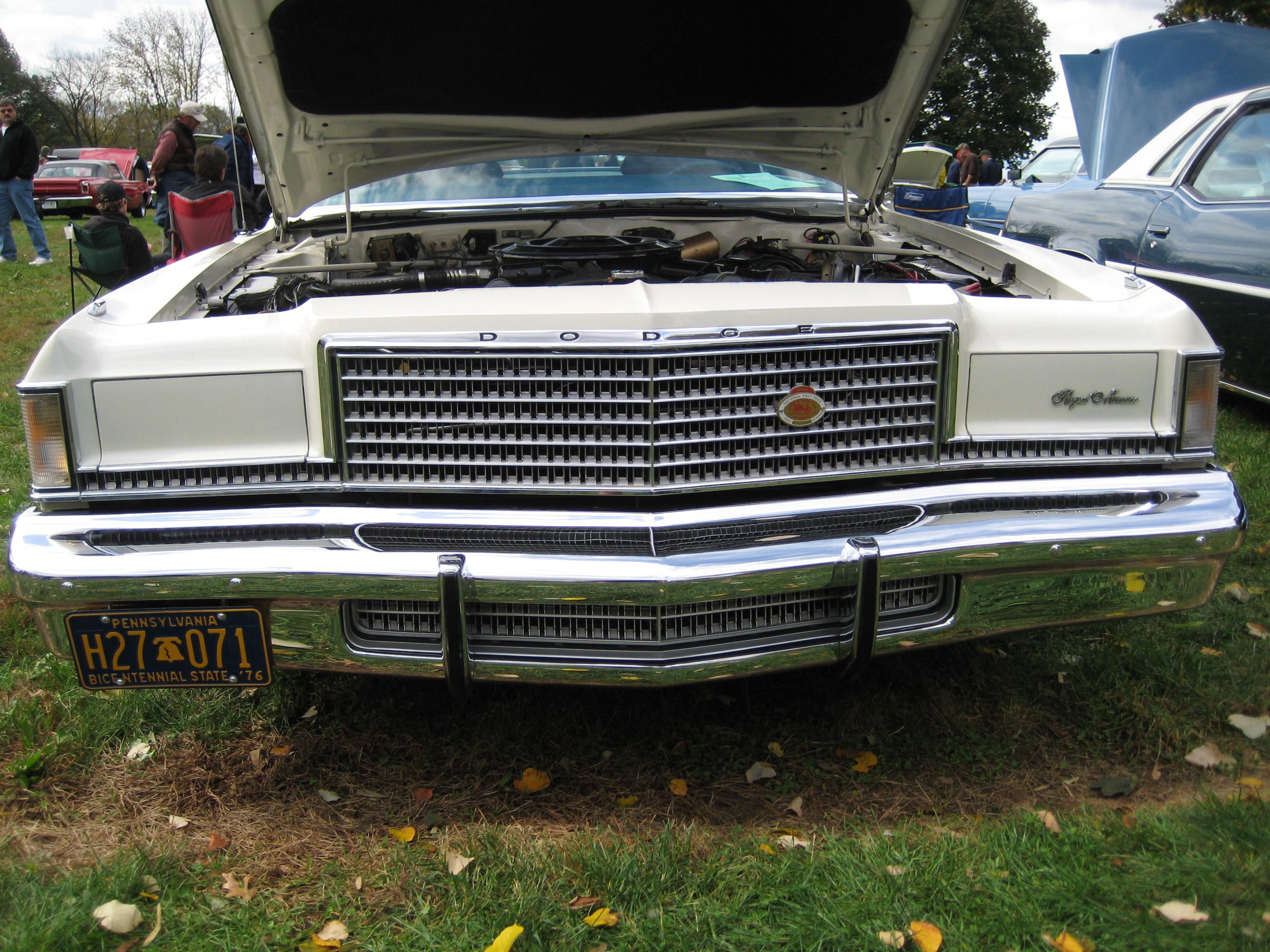
Frontmaske mit Klappscheinwerfern: Royal Monaco und Royal Monaco Brougham

Zum Modelljahr 1975 änderten sich die Bezeichnungen der Ausgangslinien. Weiterhin gab es einen Monaco ohne Zusatzbezeichnung als Basisversion. Die mittlere Ausstattungsreihe, die bislang als Monaco Custom verkauft worden war, hieß nun Royal Monaco, und die bisherige Spitzenversion Monaco Brougham wurde in Royal Monaco Brougham umbenannt. Die beiden Royal-Monaco-Versionen erhielten eine neue Frontmaske mit Scheinwerfern, die im Ruhezustand hinter Klappen verdeckt waren; die Basisversion hatte dagegen weiterhin die frei stehenden runden Doppelscheinwerfer.
Die Preise für die Monacos des 1975er Jahrgangs lagen etwa 250 US-$ über den 1974er Modellen.
Die Verkaufszahlen gingen im Vergleich zum Vorjahr weiter zurück. 1975 baute Dodge 52.113 Monacos.

### 1976

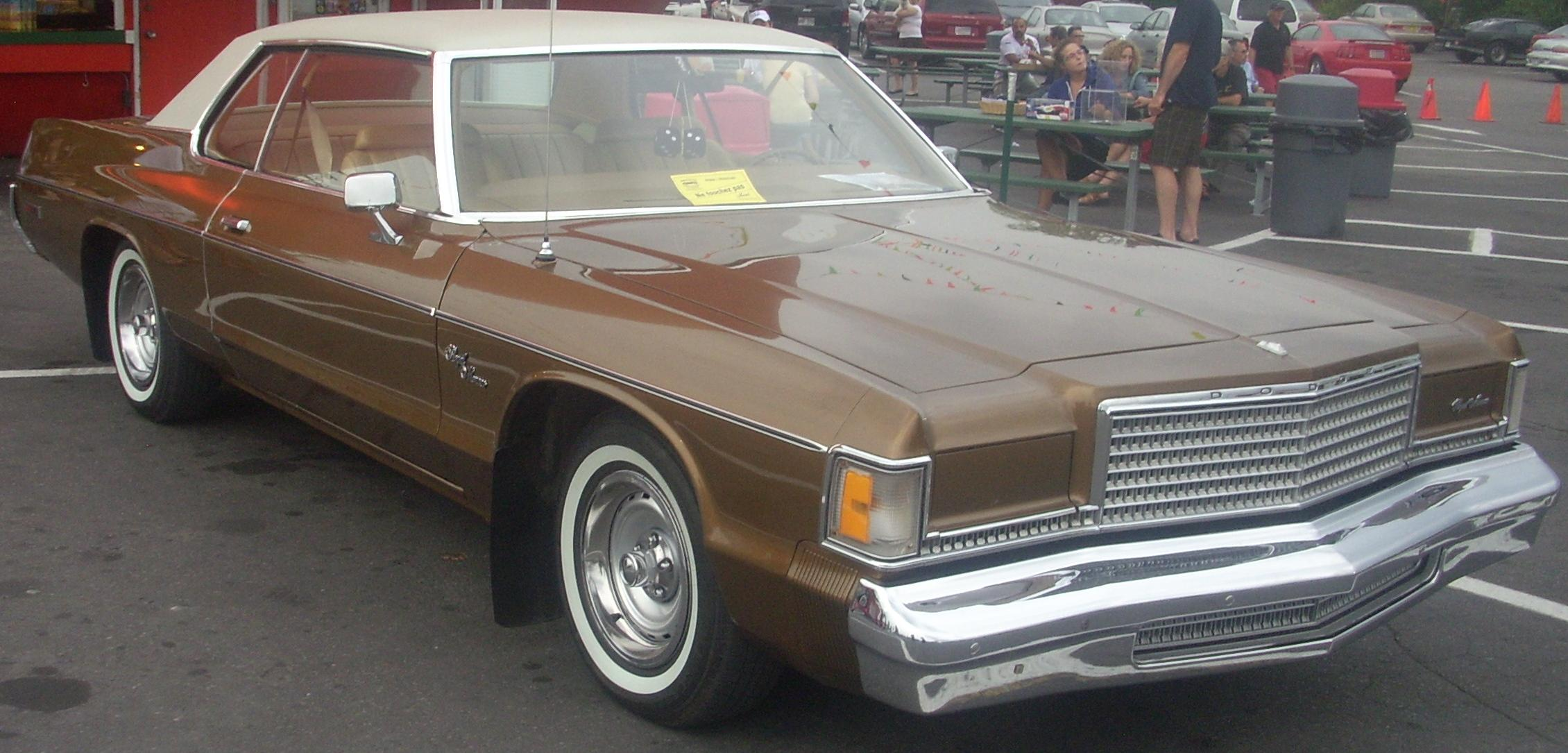
Dodge Royal Monaco Hardtop Coupé (1976)

Im Modelljahr 1976 blieb die dreigliedrige Struktur der Ausstattungsvarianten erhalten; auch die Bezeichnungen änderten sich nicht. Die Karosserieversionen wurden allerdings gestrafft: Der viertürige Hardtop Sedan ohne durchgehende B-Säule entfiel bei Dodge ebenso wie bei den Schwestermodellen der anderen Konzernmarken, das zweitürige Hardtop Coupé blieb hingegen als Alternative zum Pillared Hardtop Coupé im Programm. Im Vergleich zum Vorjahr wurden die Verkaufspreise leicht gesenkt.
Die Produktion fiel, alle Ausstattungs- und Karosserievarianten zusammengenommen, auf 35.591 Exemplare. Abgesehen vom Royal Monaco Four Door Sedan, der 11.320 mal hergestellt wurde, entstanden die einzelnen Versionen jeweils nur in niedrigen vierstelligen Stückzahlen. Das am seltensten produzierte Modell war der Royal Monaco Kombi mit zwei Sitzreihen: Von ihm baute Dodge nur 923 Stück.

### 1977: Royal Monaco
Im letzten Modelljahr straffte Dodge die Palette seiner Full-Size-Modelle. Der einfache Monaco-Reihe (ohne Zusatzbezeichnung) wurde nicht mehr produziert. Die gesamte Baureihe hieß nun Dodge Royal Monaco und bestand aus zwei Ausstattungslinien: der günstigeren Basisreihe und der höherwertigen Reihe Royal Monaco Brougham. Alle Varianten haben Klappscheinwerfer. Die Preise waren geringfügig gesenkt worden: Der Royal Monaco Brougham Sedan stand nun mit 4.996 US–$ in der Liste und lag damit 200 US-$ unter dem vergleichbaren Modell des Vorjahres. 1977 produzierte Dodge 53.434 Royal Monacos.

## Polizeiversion
Die US-Behörden nutzten solche Fullsize-Viertürer als Einsatzwagen, Dodge lieferte dafür den Monaco in Polizeiausführung mit „A-38 Police Package“. Die Polizeimodelle hatten u. a. Ramm-Stoßstangen und einen Achtzylinder-Magnum-Motor mit 7,2 Liter Hubraum, der bereits bei einer Drehzahl von 3200 min−1 280 PS leistete. Eine Leerlaufanhebung (Fast-Idle-Lock) garantierte auch im Stand einen sicheren Betrieb der Klimaanlage und der Lichtmaschine für Funk und Beleuchtung.

## Der Dodge Monaco im Film

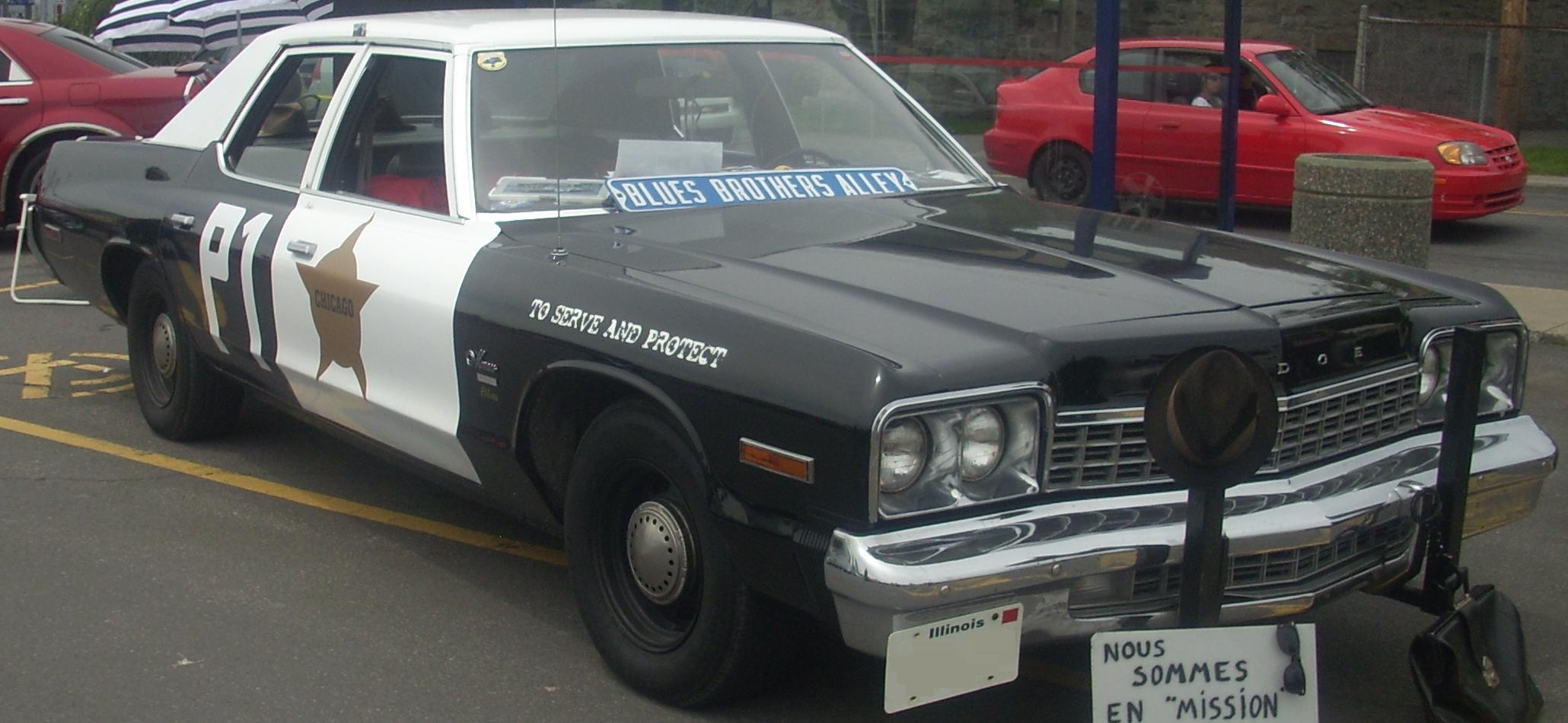
Dodge Monaco (1974) im Bluesmobil-Dekor

Im Film Blues Brothers von 1980 spielt ein 1974er Dodge Monaco in Polizeiversion in schwarz-weißer Lackierung, das sogenannte „Bluesmobil“, eine wesentliche Rolle. Für die zahlreichen Actionszenen und Zerstörungsorgien wurden ein Dutzend „Bluesmobile“ sowie fünf Dutzend Polizeiautos benötigt. Durch Filmenthusiasten und zahlreiche Nachbauten ist das 1974er Modell daher bekannt und nach wie vor oft anzutreffen.